# Jessica Lucas
Jessica Lucas est une actrice et chanteuse canadienne née le 24 septembre 1985 à Vancouver.
Elle se fait connaître, à la télévision, notamment pour avoir joué dans les séries télévisées suivantes : Edgemont, Melrose Place : Nouvelle Génération.  
Dans le même temps, elle apparaît au cinéma, dans plusieurs longs métrages tels que le film catastrophe Cloverfield, les films d'horreurs Amusement et Evil Dead, les comédies Big Mamma : De père en fils et Célibataires... ou presque ainsi que dans le blockbuster Pompéi. 
Elle s’installe sur le petit écran, à partir de 2015, en rejoignant la distribution régulière de la série télévisée dramatique et fantastique Gotham, jusqu’en 2019.

## Biographie

### Enfance et formation
Jessica est née et a grandi à Vancouver, plus exactement en Colombie-Britannique, une province du Canada. Son père est haïtien et sa mère est caucasienne. 
Jessica Lucas est diplômée de la Children's Theatre Arts School et ses débuts commencèrent au théâtre, elle se retrouva sur scène dans des pièces populaires tels que Blanche-Neige, Cendrillon, Grease ou encore La Souricière.  

### Révélation à la télévision et débuts au cinéma

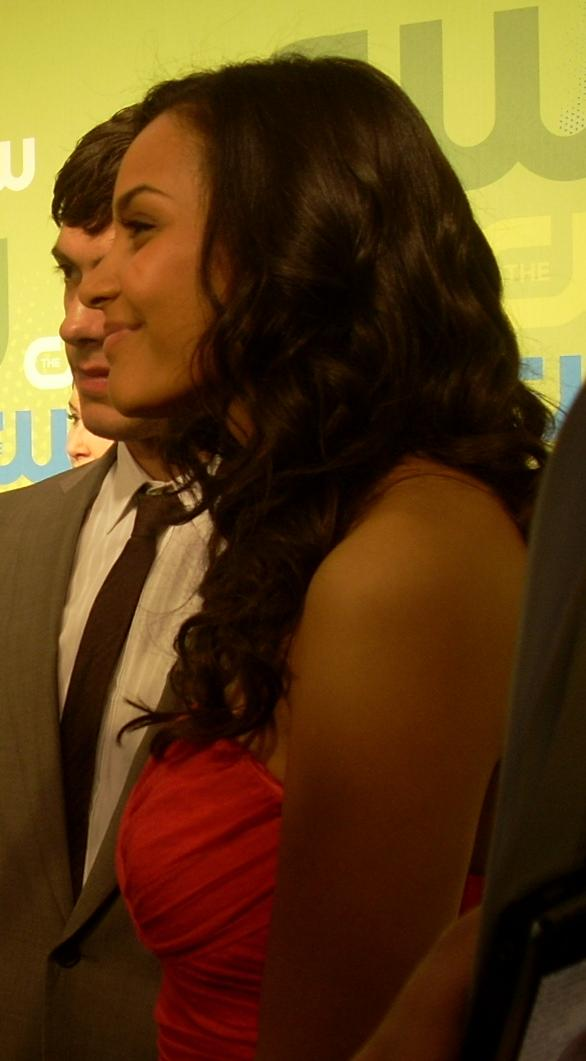
Jessica Lucas pour la présentation de la série télévisée Melrose Place : Nouvelle Génération, en 2009.

Après des apparitions mineurs dans les shows Sept jours pour agir et The Sausage Factory, en 2001, elle passe des castings et décroche un rôle régulier dans la série dramatique canadienne Edgemont, qui met en scène le quotidien d'adolescents, évoquant des thèmes comme l'amour, la découverte de la sexualité, le militantisme etc. Elle interprète Bekka Lawrence jusqu'en 2005, son personnage finit, en effet, par rejoindre la distribution principale au fil des saisons.  
Parallèlement au tournage de cette série, qui permet de révéler également Kristin Kreuk et Grace Park, elle intègre le casting d'une autre production canadienne 2030 CE, mais qui est annulée à la fin de la première saison. 
Elle joue dans un épisode de la série The L Word et continue ses apparitions régulières comme dans le show pour adolescents La Vie comme elle est, le temps d'une saison.  
En 2006, elle fait son entrée au cinéma et tourne avec la production DreamWorks SKG dans le film She's the Man d'Andy Fickman, aux côtés de Amanda Bynes et Laura Ramsey, et tient également un rôle important dans Le Pacte du sang de Renny Harlin dans lequel Jessica retrouve Laura Ramsey et partage la vedette avec Taylor Kitsch et Chace Crawford. Ses deux projets réalisent des performances correctes au box office,. Cette même année, elle est supposée rejoindre la série Secrets of a Small Town avec Angie Harmon et Leighton Meester mais le projet n'est pas retenu. 
En 2007, elle rejoint le casting de la série policière Les Experts, elle incarne Ronnie Lake, une novice en formation, pour un arc narratif de quatre épisodes malgré des rumeurs persistantes qui la voyait remplacer Jorja Fox. Elle apparaît également dans le téléfilm Split Decision.    
En 2008, elle joue les guest star pour 90210 Beverly Hills : Nouvelle Génération, une série dérivée de la série culte Beverly Hills 90210.   
Puis, elle fait partie d'un des films événements de l'année, Cloverfield, réalisé par J. J. Abrams, cette production rencontre un franc succès commercial et séduit également la critique. La prestation de Jessica y est d'ailleurs fortement remarquée.   
Depuis 2006, elle est rattachée au film d'horreur Amusement, le film devait initialement sortir sous la houlette de New Line Cinema mais face aux premières réactions négatives, il sort directement en DVD, en 2009. 
La même année, elle décroche l'un des rôles principaux de la série Melrose Place : Nouvelle Génération, diffusée sur le réseau The CW qui fait suite à Melrose Place diffusée dans les années 1990, c'est la 5e série télévisée de la franchise Beverly Hills 90210,. La série bénéficie d'une grande promotion avant son lancement, les audiences des premiers épisodes sont positives mais s'écroulent au fur et à mesure de la diffusion et malgré un reboot créatif, amorcé par l'équipe scénaristique à la mi-saison ainsi que le retour d'acteurs emblématiques comme Heather Locklear ou Laura Leighton, les audiences ne sont pas au rendez-vous et la série est annulée, en 2010.

### Confirmation télévisuelle

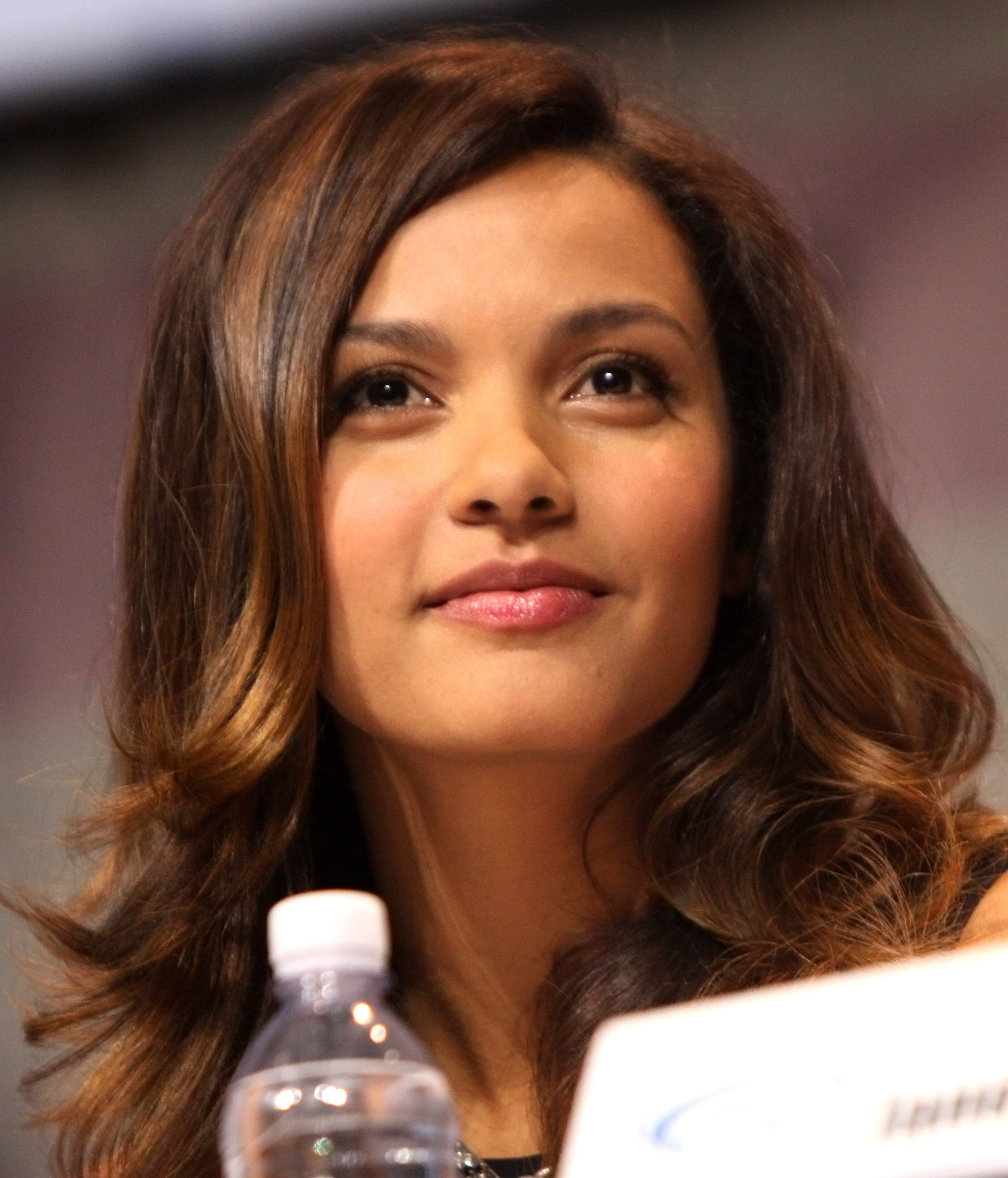
Lors de l'édition 2013 de la WonderCon.

Jessica persévère et signe avec le réseau NBC pour la sitcom Cherche Partenaires Désespérément, diffusée durant l'été 2011 avant d'être interrompue une nouvelle fois en raisons des audiences insuffisantes.  
Elle renverse la tendance au cinéma, avec la comédie Big Mamma : De père en fils qui fait suite à Big Mamma et Big Mamma 2. En plus d'y dévoiler ses talents de chanteuses pour les titres Ain't Nobody et Baby You Know, le film réalise de bonnes performances au box office, un succès.  
Elle apparaît également dans un épisode de Psych : Enquêteur malgré lui, une série policière et comique. 
Elle retrouve ensuite The CW pour la série dramatique Cult. Elle renoue avec le succès avec le film d'horreur Evil Dead  coécrit et produit par Sam Raimi et réalisé par Fede Alvarez, sorti en 2013. Il s'agit d'un reboot du film Evil Dead sorti en 1981.  
En 2014, elle décroche un second rôle dans Pompéi, blockbuster de Paul W. S. Anderson, le film s'inspire de l'éruption du Vésuve en 79 et de la destruction de Pompéi mais déçoit la critique et réalise des performances nettement en déca des attentes.  
À l'inverse, elle joue dans la comédie romantique Célibataires... ou presque avec Zac Efron et Michael B. Jordan qui rencontre un franc succès. Cette-même année, elle fait partie de la distribution régulière de la série Gracepoint, un remake de la série britannique Broadchurch, vendue en tant que mini-série il existait des possibilités de voir apparaître une seconde saison mais les audiences ne suivent pas et le programme est annulé. À noter qu'elle apparaît dans le clip du single True Love du groupe Coldplay. 
En 2015, elle rejoint la série de la FOX, Gotham, à partir de la seconde saison. Ce show est basé sur les personnages des comics créés par Bob Kane et Bill Finger et plus spécifiquement ceux de James Gordon et Bruce Wayne. Elle interprète Tabitha alias Tigress, une impitoyable tueuse. Au fil des saisons, son personnage se lie étroitement avec celui d'Erin Richards, une relation ambiguë entretenue par la production et approuvée par les fans,,,.  
Gotham se termine au bout de cinq saisons, en 2019. Jessica Lucas est alors choisie pour tenir le premier rôle d'une série thriller canadienne, The Murders,,. Pour cette série, diffusée en France sur la chaîne 13e rue, elle officie en tant que productrice et incarne le rôle de Kate Jameson, une jeune recrue de la police qui trouve dans son travail, une forme de rédemption après avoir accidentellement causé la mort de son équipier. La première saison se compose de 8 épisodes.  
Le 18 décembre 2020, elle rejoint la distribution principale de la série médicale The Resident lors de la quatrième saison. Elle donne la réplique Matt Czuchry, Manish Dayal, Emily VanCamp et Morris Chestnut. La série est diffusée depuis le 21 janvier 2018 sur le réseau Fox.  

### Vie privée
En avril 2017, en escapade à Venise, Jessica Lucas annonce ses fiançailles avec son compagnon, Alex Jermasek, boucher dans le restaurant Gwen, renommé à Hollywood.
Le 12 mai 2018, le couple se marie en Grèce.
Jessica est maman d'un garçon prénommé Jett né le 9 août 2019. Elle donne naissance à un deuxième garçon, Mack, en juin 2022.

## Filmographie

### Cinéma

#### Longs métrages
- 2006 : She's the Man d'Andy Fickman : Yvonne
- 2006 : Le Pacte du sang de Renny Harlin : Kate Tunney
- 2008 : Cloverfield de Matt Reeves : Lily Ford
- 2009 : Amusement de John Simpson : Lisa
- 2011 : Big Mamma : De père en fils de John Whitesell : Haley
- 2013 : Evil Dead de Fede Alvarez : Olivia
- 2014 : Célibataires... ou presque (That Awkward Moment) de Tom Gormican : Vera
- 2014 : Pompéi de Paul W.S. Anderson : Ariadne

### Télévision

#### Séries télévisées
- 2000 : Sept jours pour agir : Rita (saison 2, épisode 13)
- 2001 : The Sausage Factory : Haley (saison 1, épisode 1)
- 2001-2005 : Edgemont : Bekka Lawrence (47 épisodes)
- 2002-2003 : 2030 CE : Jakki Kann (7 épisodes)
- 2003 : Romeo! : Jessica (saison 1, épisode 5)
- 2004 : The L Word : Roxanne (saison 1, épisode 6)
- 2004-2005 : La Vie comme elle est : Sue Miller (13 épisodes)
- 2006 : Secrets of a Small Town : Rôle inconnu (projet annulé)
- 2007 : Les Experts : Ronnie Lake (4 épisodes)
- 2008 : 90210 Beverly Hills : Nouvelle Génération : Kimberly McIntyre (4 épisodes)
- 2009-2010 : Melrose Place : Nouvelle Génération : Riley Ann Richmond (18 épisodes)
- 2011 : Cherche Partenaires Désespérément (Friends with Benefits) : Riley Elliott (13 épisodes)
- 2011 : Psych : Enquêteur malgré lui : Lilly Jenkins (saison 6, épisode 2)
- 2013 : Cult : Skye Yarrow (13 épisodes)
- 2014 : Gracepoint : Renee Clemons (mini-série, 9 épisodes)
- 2015-2019 : Gotham : Tabitha Galavan / Tigress (67 épisodes)
- 2019 : The Murders : Kate Jameson (8 épisodes)
- 2021 - 2023: The Resident : Dr Billie Sutton, résidente en neurochirurgie

#### Téléfilms
- 2001 : Les Sorcières d'Halloween 2 de Mary Lambert : Une fille Vampire
- 2002 : Le prix de la santé de Harry Winer : Tasha Peeno
- 2007 : Split Decision de Simon West : Heather Faustino

### Musique

#### Bande Originale
- 2011 : Ain't Nobody et Baby You Know pour Big Mamma : De père en fils

#### Clips
- 2014 : True Love de Coldplay